# Pedicularis kiangsiensis
Pedicularis kiangsiensis är en snyltrotsväxtart som beskrevs av Tsoong och S.H. Cheng. Pedicularis kiangsiensis ingår i släktet spiror, och familjen snyltrotsväxter. Inga underarter finns listade i Catalogue of Life.